# エスケープ事件
エスケープ事件（エスケープじけん）は、18世紀のイギリスの競馬における八百長疑惑事件。
ジョッキークラブの厳格なルール適用を象徴する出来事としても知られる。

## 経緯
1791年10月20日、ニューマーケット競馬場で行われたレースで、ジョージ4世（当時はイギリス王太子）が所有する競走馬エスケープが1番人気（オッズは約2.0倍）となったが4着に敗れた。
エスケープはその翌21日にもレースに出走し優勝したが、前日とはあまりに異なるレース振りを見せて快勝したこと、また20日の敗戦を受けて同馬が優勝する賭けのオッズが約5.0倍に上がっていた事から、20日のレースでは21日のレースにおけるオッズを上げるために意図的に敗戦したのではないかという疑惑が浮上した（ジョージ4世は21日、エスケープに大金を賭けていたとされる）。両日ともにサミュエル・チフニーが騎乗した。
ジョッキークラブは疑惑に関する調査を行い、その結果、ジョージ4世に対して今後チフニーを騎手に起用しないよう警告を発した。ジョージ4世は警告に不満を抱いたが処分を撤回させることはできず、その後生涯にわたってニューマーケット競馬場に来場することはなかった。王太子に対しても厳格なルールの適用を貫いたことでジョッキークラブの権威は大いに高まったとされる。